# رولف هولمبرگ

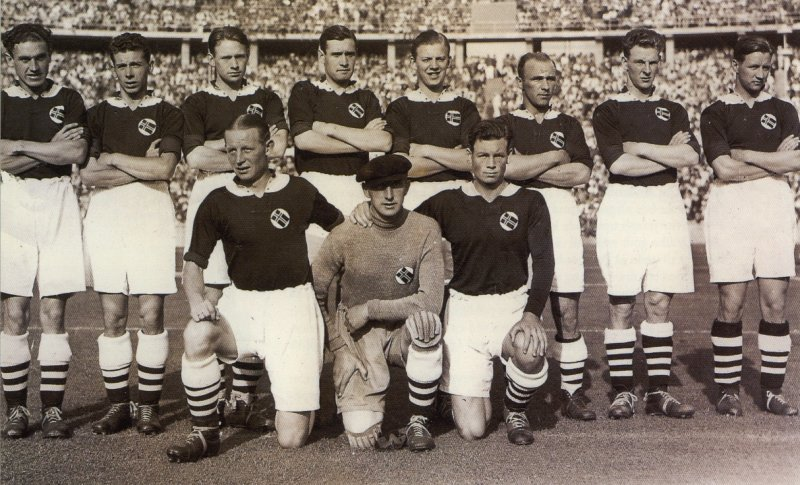
رولف هولمبرگ (نروژی: Rolf Holmberg; ۲۴ اوت ۱۹۱۴ – ۵ ژوئیهٔ ۱۹۷۹) بازیکن فوتبال اهل نروژ بود

رولف هولمبرگ (نروژی: Rolf Holmberg; ۲۴ اوت ۱۹۱۴ – ۵ ژوئیهٔ ۱۹۷۹) بازیکن فوتبال اهل نروژ بود.
از باشگاه‌هایی که در آن بازی کرده‌است می‌توان به باشگاه فوتبال اود اشاره کرد.
وی همچنین در تیم ملی فوتبال نروژ بازی کرده‌است.